# Mamelucs

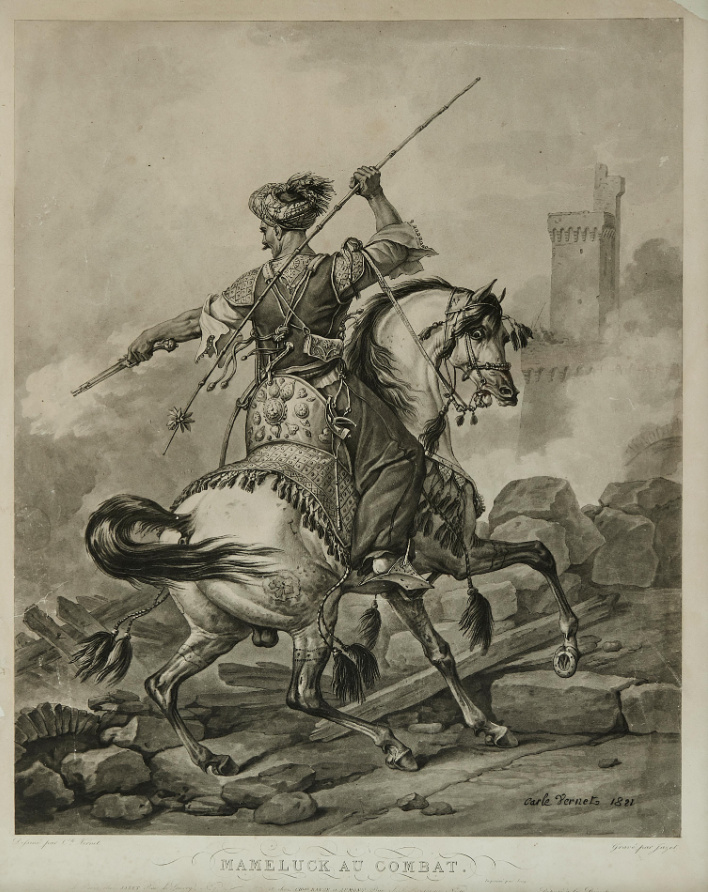
Genet de la cavalleria mameluca segons un gravat de 1810

Els mamelucs (àrab: مماليك, mamālīk, literalment ‘posseïts (per)’, ‘esclaus') van ser uns soldats d'origen esclau convertits a l'islam que servien els califes i els soldans aiúbides durant l'edat mitjana. Amb el temps es van convertir en una casta militar poderosa que va prendre el poder en més d'una ocasió, com per exemple a Egipte, on s'instaurà un soldanat mameluc entre 1250 i 1517.

## Origen
Els primers mamelucs van servir els califes abbàssides de Bagdad el segle ix. Eren reclutats principalment a les àrees properes al Caucas i al nord de la mar Negra. La majoria no eren d'origen musulmà i havien estat venuts en esclavitud per famílies empobrides de l'estepa o capturats per traficants d'esclaus.
El sistema mameluc donava als governants tropes que no tenien cap vinculació a cap estructura de poder establerta. Els guerrers locals eren sovint més lleials als xeics o a les seves famílies que no pas al soldans o califes. Si algun comandant conspirava contra el governant, sovint no era possible de derrocar-lo sense causar crispació entre la noblesa. En canvi, les tropes d'esclaus eren estrangers de l'estatus més baix que no eren capaços de conspirar contra el governant i podien ser fàcilment castigats si causaven problemes.

## Organització
Un cop els mamelucs eren convertits a l'islam, eren entrenats com a soldats de cavalleria. Els mamelucs havien d'obeir les ordres de la furusiyya, un codi de conducta que comprenia valors com el coratge i la generositat, però també ensenyaments de tàctiques de cavalleria, doma de cavalls, arqueria i tractament de ferides.
Els mamelucs vivien en casernes i passaven junts la major part del temps. Els seus entrenaments incloïen esports com competicions de tir amb arc o presentacions d'habilitats sobre el cavall com a mínim dos cops per setmana. L'entrenament intensiu i rigorós de cada nou recluta ajudava a assegurar la continuïtat de les pràctiques mameluques.
Tot i que, un cop acabat l'entrenament, tècnicament ja no eren esclaus, encara estaven obligats a obeir el soldà, que els mantenia com una força aliena, sota el seu comandament directe, per ser utilitzada en el cas de friccions tribals locals.
El soldà tenia el nombre de mamelucs més elevat, però altres emirs també podien posseir-ne. Molts mamelucs van ascendir a posicions destacades a l'imperi, incloent-hi el comandament d'exèrcits. En els inicis, el seu estatus no era hereditari i els fills eren privats de succeir els pares, però en llocs com Egipte les forces mameluques van acabar vinculades a les estructures de poder i van aconseguir grans nivells d'influència.

## Dinasties mameluques

### Els mamelucs a l'Índia
El 1206, el comandant mameluc de l'exèrcit musulmà a l'Índia, Qutb-ud-Din Àybak, es va proclamar soldà i va esdevenir el primer sultan-e-hind. La seva dinastia és coneguda com la Dinastia dels Esclaus, i va perdurar fins al 1290.
Qutb-ud-din prengué el control de les possessions de l'Índia de Muhàmmad Ghori a la mort d'aquest últim sense hereu, i, un cop eliminada l'oposició, va establir la seva capital primer a Lahore i després a Delhi, on faria construir el complex Qutb.

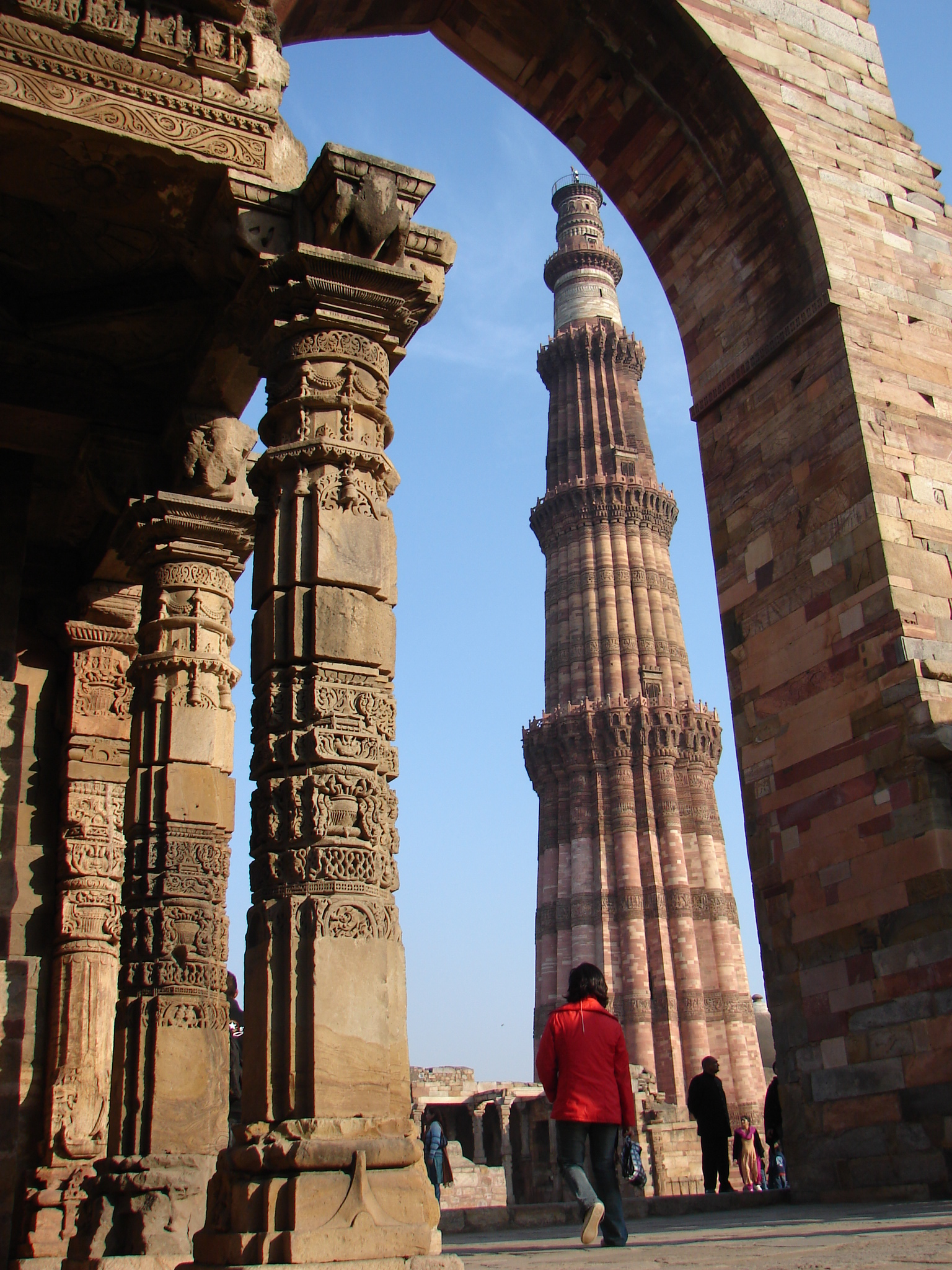
El Minaret Qutb, obra de la Dinastia dels Esclaus

Després de la mort accidental de Qutb-ud-Din el 1210 i d'un conflicte successori, un altre exesclau mameluc d'origen turc, anomenat Iltutmix, va obtenir el soldanat. Iltutmix es va casar amb la filla de Qutb-ud-Din, i tots els soldans posteriors de la dinastia excepte un foren descendents seus. La Dinastia dels Esclaus va ser derrocada per Jalal-ud-din Feroz Khalji, de la dinastia Khalji, que s'havia establert a Bihar i Bengala durant el regnat de Muhammad Ghori.

### Els mamelucs a Egipte
Durant el domini de la dinastia aiúbida, un cop Saladí (Salah-ad-Din) va reconquerir Egipte, els mamelucs es van anar integrant progressivament en l'estructura de poder i van acabar formant part de les intrigues de la cort. El juny de 1249, quan la Setena Croada, liderada per Lluís IX de França, va atacar Egipte i el soldà As-Sàlih Ayyub va morir, el mamelucs van prendre el poder i van contraatacar. Van derrotar els croats i van fer presoner el rei Lluís, per qui van obtenir una recompensa de 250.000 lliures. El comandant mameluc Àybak va ser assassinat pel viceregent Qútuz, que seria el fundador formal del primer soldanat mameluc d'Egipte i de la dinastia Bahri.
El 1285, les tropes mongoles de Hülegü van saquejar Bagdad i Damasc, van exigir la rendició del Caire. Qútuz va fer matar els enviats de Hülegü i va aconseguir derrotar els mongols a la batalla d'Ayn Djalut. Quan el victoriós Qútuz va tornar al Caire va ser assassinat pel general Adh-Dhàhir Bàybars, que aconseguí el poder.
Aquesta dinàmica continuaria en els següents segles, ja que el règim mameluc afavoria les intrigues i els complots: cada sultà que obtenia el poder expulsava tots els homes de confiança del seu predecessor i ocupava els càrrecs amb gent del seu propi clan, cosa que creava constants lluites de poder i ànsies de venjança. Dels quaranta-cinc soldans mamelucs a Egipte, vint-i-dos van accedir al poder per mètodes violents. La durada mitjana del regne dels soldans era de set anys.
El soldanat mameluc va continuar fins al 1517, en què Egipte va ser conquerit per l'Imperi Otomà. La institució dels mamelucs va continuar sota el poder turc, però ja no governaven el soldanat.
L'1 de març de 1811, Muhàmmad Alí Paixà va convidar tots els principals mamelucs al seu palau per celebrar la declaració de guerra contra els wahhabites a Aràbia. Entre 600 i 700 mamelucs van desfilar amb aquesta finalitat al Caire. Les forces de Muhammad Ali els van matar gairebé tots a prop de les portes d'Al-Azab en una carretera estreta que baixa des del turó de Mukatam. Aquesta emboscada va ser coneguda com la Massacre de la Ciutadella i llavors es va procedir a l'eliminació dels ja debilitats mamelucs a les províncies.

### Els mamelucs a Iraq
Hasan Pasha, el governador otomà d'origen georgià enviat des de Constantinoble a Bagdad en 1704 i el seu fill Ahmad Pasha van establir una casa mameluca georgiana, a través de la qual exercien l'autoritat i la província. Ali Rıza Paixà va dirigir l'exèrcit otomà el 1831 contra Dawud Paixà Mamluk, el governador mameluc de Bagdad després que es negués a renunciar al seu càrrec. Ali Rıza Pasha va capturar la ciutat el setembre de 1831 després d'un setge de deu setmanes de la ciutat que va causar fam massiva i va acabar amb el domini mameluc a Bagdad.

## Mamelucs al servei de Napoleó
Napoleó va formar el seu propi cos de mamelucs durant els primers anys del segle xix. Aquesta va ser l'última força mameluca coneguda. La seva guàrdia personal durant la campanya belga estava composta per soldats mamelucs, i el conegut guardaespatlles de Napoleó Roustan també era un mameluc d'Egipte.

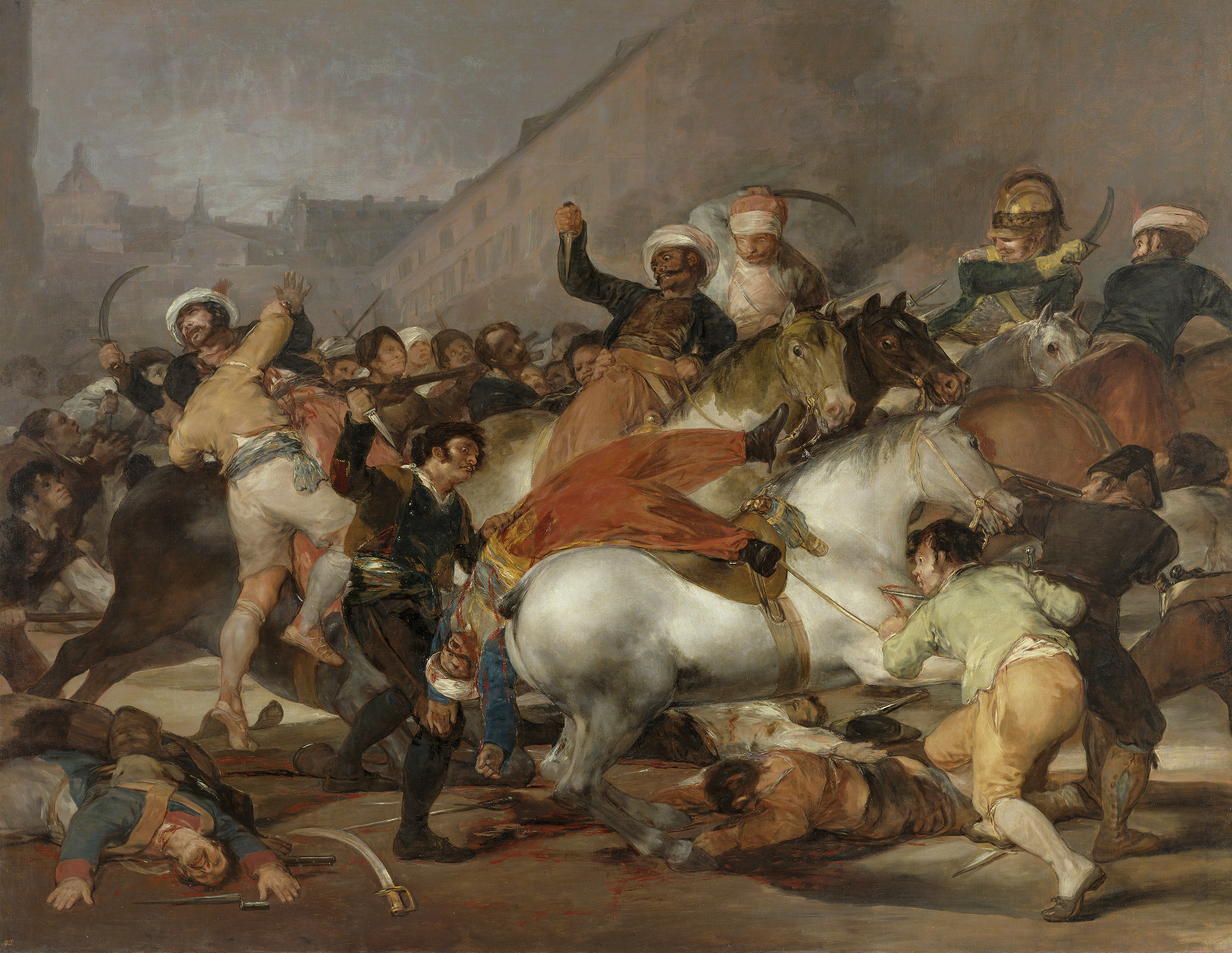
El 2 de maig de 1808: La lluita contra els mamelucs de Francisco de Goya (1814)

El cos especial de mamelucs va formar part de l'exèrcit francès napoleònic. Van constituir-se en un esquadró adscrit als caçadors a cavall de la Guàrdia Imperial fins que, després de la seva notable actuació a la batalla d'Austerlitz, es van convertir en regiment.
Els mamelucs també van lluitar en la Guerra del Francès, i van participar en l'ocupació de Madrid, on van ser sorpresos per l'alçament del 2 de maig. Després de la caiguda del Primer Imperi es van dispersar.
Els mamelucs de l'exèrcit napoleònic anaven uniformats amb un cahouk (barret) verd, un turbant blanc i uns saroual (pantalons) vermells. Acostumaven a anar ben armats, amb un trabuc, una simitarra, dues pistoles, un punyal penjat al cinturó i una maça o destral a la sella de muntar.